# Kihō (Mie)
Kihō (紀宝町 Kihō-chō?) es un pueblo localizado en la prefectura de Mie, Japón. En junio de 2019 tenía una población de 10.580 habitantes y una densidad de población de 133 personas por km². Su área total es de 79,62 km².

## Geografía

### Localidades circundantes
- Prefectura de Mie
  - Kumano
  - Mihama
- Prefectura de Wakayama
  - Shingū

## Demografía
Según datos del censo japonés, la población de Kihō ha disminuido en los últimos años.
| Año del censo | Población |
| ------------- | --------- |
| 1995          | 12.921    |
| 2000          | 12.824    |
| 2005          | 12.648    |
| 2010          | 11.896    |
| 2015          | 11.207    |